# Provincia de Camagüey
Provincia de Camagüey är en provins i Kuba. Den ligger i den östra delen av landet, 500 km öster om huvudstaden Havanna. Antalet invånare är 321 992.
Provincia de Camagüey delas in i:

1. Municipio de Camagüey
2. Municipio de Carlos Manuel de Céspedes
3. Municipio de Esmeralda
4. Municipio de Florida
5. Municipio de Guáimaro
6. Municipio de Jimaguayú
7. Municipio de Minas
8. Municipio de Najasa
9. Municipio de Nuevitas
10. Municipio de Santa Cruz del Sur
11. Municipio de Sibanicú
12. Municipio de Sierra de Cubitas
13. Municipio de Vertientes

Följande samhällen finns i Provincia de Camagüey:

- Camagüey
- Florida
- Nuevitas
- Guáimaro
- Santa Cruz del Sur
- Vertientes
- Carlos Manuel de Céspedes
- Jimaguayú
- Minas
- Esmeralda
- Sibanicú
- El Caney
- Magarabomba